# Neoscona byzanthina
Neoscona byzanthina là một loài nhện trong họ Araneidae.
Loài này thuộc chi Neoscona. Neoscona byzanthina được miêu tả năm 1876 bởi Pavesi.